# Dvärgserradella
Dvärgserradella (Ornithopus perpusillus) är en växtart i familjen ärtväxter.